# NASA Astronaut Group 3

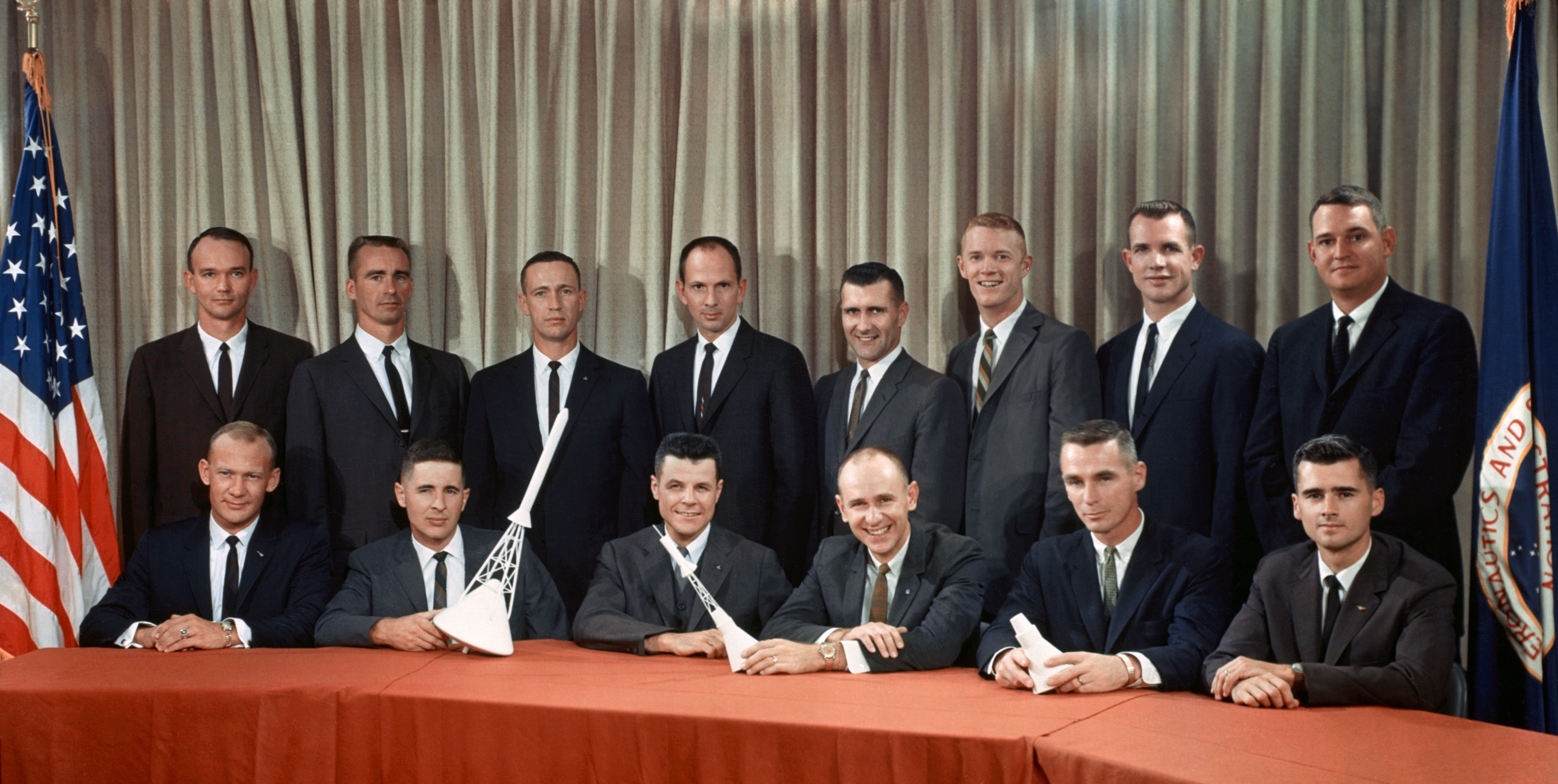
Seduti da sinistra: Buzz Aldrin, William Anders, Charles Bassett, Alan Bean, Eugene Cernan, Roger Chaffee.
In piedi da sinistra: Michael Collins, Walter Cunningham, Donn Eisele, Theodore Freeman, Richard Gordon, Russell Schweickart, David Scott, Clifton Williams.

Il NASA Astronaut Group 3 è stato il terzo gruppo di astronauti selezionato dalla NASA. La loro composizione fu annunciata nell'ottobre 1963. Il gruppo è formato da 14 persone, quattro delle quali morirono in incidenti di addestramento prima di volare nello spazio. Tutti e dieci i rimanenti volarono in almeno una missione del programma Apollo; cinque nel programma Gemini. Aldrin, Bean, Cernan e Scott camminarono sulla Luna.

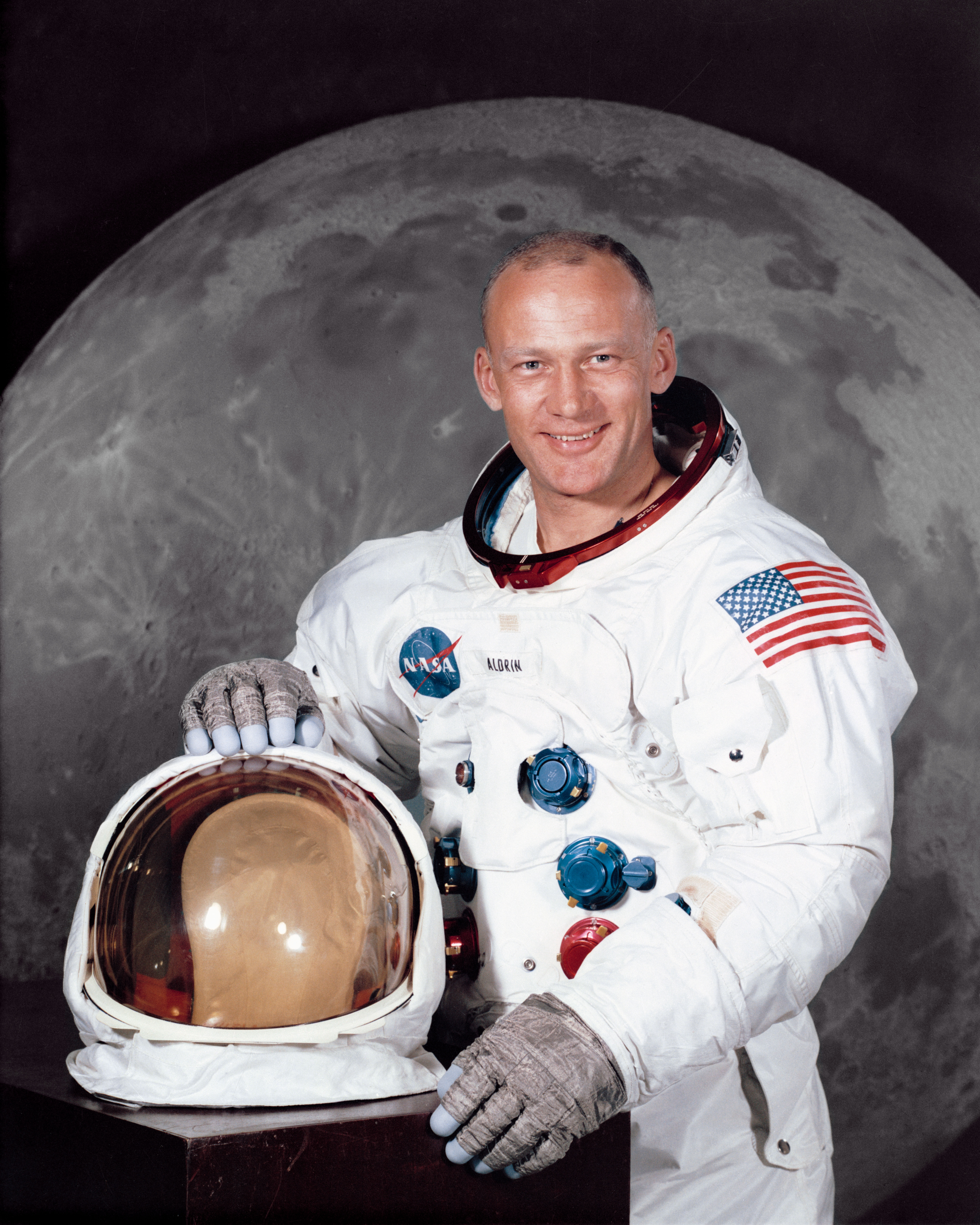
Buzz Aldrin

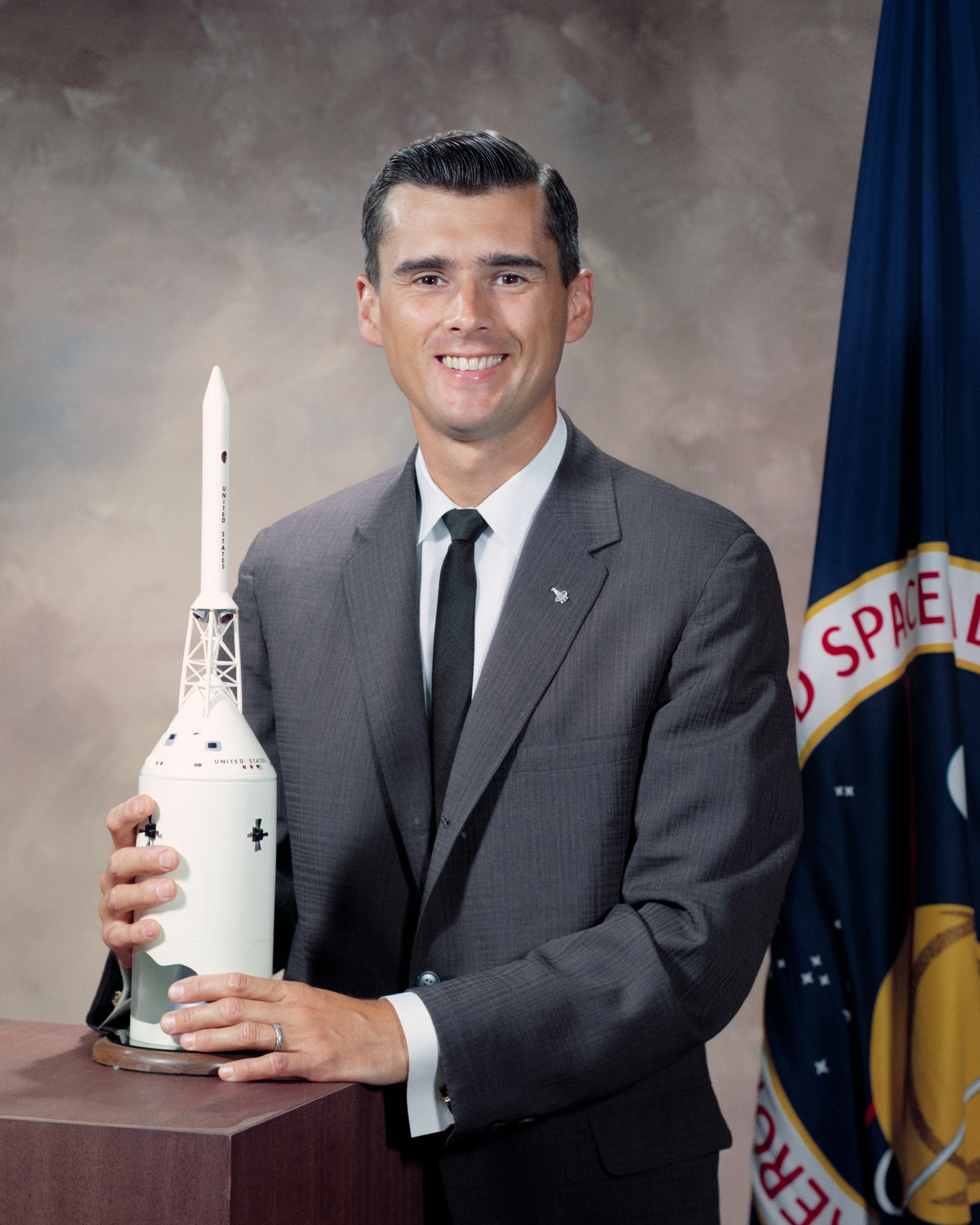
Roger Chaffee

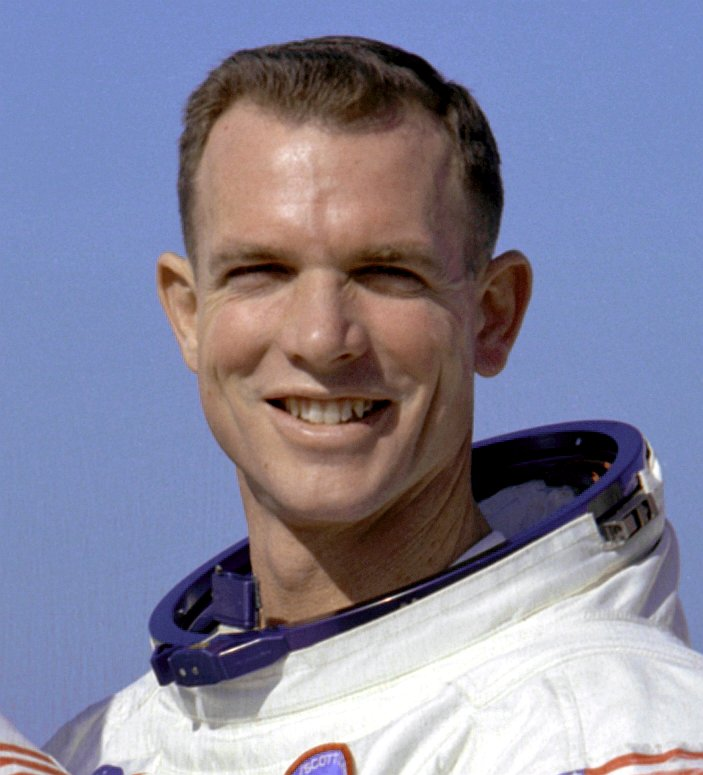
David Scott

Il gruppo 3 fu l'unico a comprendere persone che non avevano esperienza come pilota collaudatore.

## Elenco degli astronauti
- Edwin E. Aldrin, Jr

Gemini 12, Pilota
Apollo 11, Pilota del modulo lunare
- William A. Anders

Apollo 8, Pilota del modulo lunare
- Charles A. Bassett, II

- Alan L. Bean

Apollo 12, Pilota del modulo lunare
Skylab 3, Comandante
- Eugene A. Cernan

Gemini 9A, Pilota
Apollo 10, Pilota del modulo lunare
Apollo 17, Comandante
- Roger B. Chaffee

Apollo 1, Pilota
- Michael Collins

Gemini 10, Pilota
Apollo 11, Pilota del modulo di comando
- R. Walter Cunningham

Apollo 7, Pilota del modulo lunare
- Donn F. Eisele

Apollo 7, Pilota del modulo di comando
- Theodore C. Freeman

- Richard F. Gordon, Jr

Gemini 11, Pilota
Apollo 12, Pilota del modulo di comando
- Russell L. Schweickart

Apollo 9, Pilota del modulo lunare
- David R. Scott

Gemini 8, Pilota
Apollo 9, Pilota del modulo di comando
Apollo 15, Comandante
- Clifton C. Williams

## Cronologia delle assegnazioni

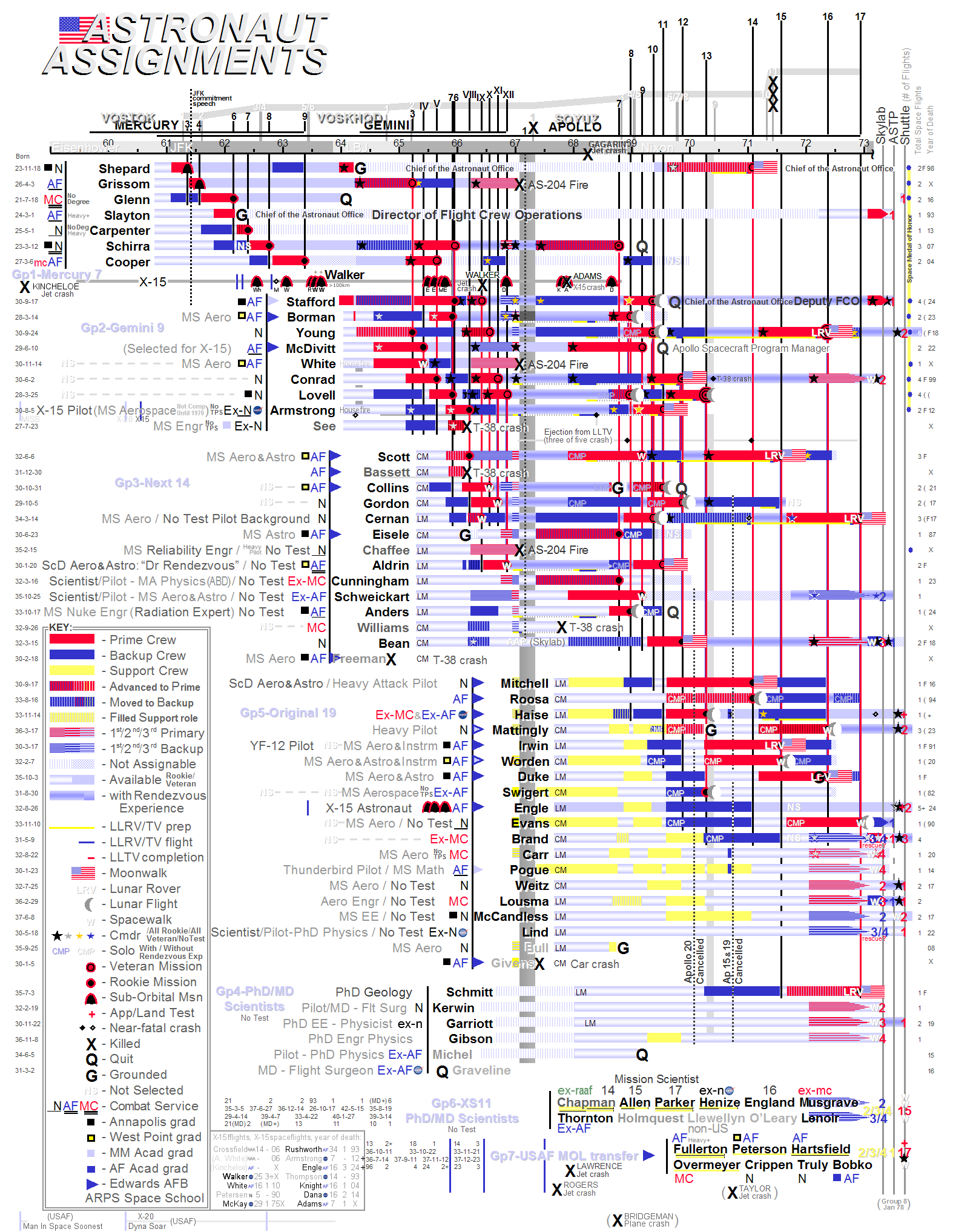
Il grafico visualizza l'assegnazione degli astronauti alle varie missioni